# Nossa Senhora da Cadeira (MNMC)
Nossa Senhora da Cadeira, também designada por Nossa Senhora da Rosa e Virgem com o Menino e Doadores, é uma pintura a têmpera sobre madeira de castanho pintada no período entre 1450 e 1500 por pintor português de que se desconhece a identidade, pintura que esteve inicialmente num convento de Coimbra e que se encontra actualmente no Museu Nacional Machado de Castro desta mesma cidade.
Nossa Senhora da Rosa é uma das mais interessantes e intrigantes pinturas portuguesas do século XV. Não se conhece a sua origem tendo estado no Colégio de S. Jerónimo antes de entrar no MNMC, embora a localização original tenha sido outra dado que este Colégio apenas foi fundado em meados do século XVI.:163
Esta pintura original era desconhecida desde o século XVI, quando foi repintada, até à década de 1960, quando foi restaurada e removida/eliminada esta repintura. A repintura era sobre o mesmo tema da obra original, mas sem os doadores, repintura que sendo uma belíssima obra, no parecer do historiador da arte Pedro Dias, foi entretanto removida. Esta repintura datava provavelmente de meados do século XVI.
Ainda segundo Pedro Dias, Nossa Senhora da Rosa está estilisticamente próxima das obras murais contemporâneas, sendo sem dúvida obra de um pintor regional, mas desligado da «escola coimbrã» iniciada pelo pseudo-mestre Hilarius e que se prolongou por todo o século XVI.

## Descrição
Nossa Senhora da Cadeira é uma pintura em seis tábuas que representa a Virgem Maria e o Menino Jesus entronizados, sob dossel e ladeados por duas figuras em pose de oração. Maria, no centro, ocupa grande parte da composição sustentando no braço esquerdo o Menino Jesus e com a mão direita segura uma rosa, desta derivando por vezes o título pelo qual a obra é designada. O Menino Jesus por sua vez tem um pintassilgo pousado na mão esquerda, símbolo da sua Paixão, enquanto abençoa com a direita.
No topo da composição e sob o dossel, simetricamente de cada lado, dois anjos seguram filactérias (rolos de pergaminho desenrolados) e a coroa de Maria. Vêm do exterior, através de duas aberturas não simétricas por onde se vê o céu sem nuvens. Ladeando o trono, com o corpo de perfil e a cabeça virada a três quartos para o observador, estão duas figuras em posição de oração: à direita, um monge de hábito castanho; à esquerda uma criança de hábito branco onde está gravada a vermelho, ao nível do peito, a cruz de Cristo.

### Técnica
Para Luís Reis Santos, a técnica pictórica deste painel é muito esquemática e simplificada, em tons perfeitamente demarcados e quase monocromáticos. A pintura lembra a pintura mural, executada dentro de um desenho contornado que separa rigorosamente as figuras dos fundos. Encontram-se no desenho alguns pontos que é uma técnica dos gravadores.
Ainda para Luís Reis Santos, a preparação aplicada no suporte de madeira de castanho é uma camada delgada, permitindo encontrar perfeitamente os veios da madeira. As cores são executadas directamente sobre a preparação igualmente em camadas finas, principalmente nas tonalidades mais escuras. As cores brancas e mais claras são mais encorpadas e mais espontâneas, quase numa pintura directa.

## Apreciação
Segundo Fernando A. B. Pereira, “A arquitectura patente é pobre e resume-se ao trono da Virgem, aberto, em perspectiva frontal distorcida, e nas duas grandes janelas que abrem para um céu azul claro em degradados – o que já não estaria certo, acaso a pintura fosse efectivamente quatrocentista e de oficina regional. Estas janelas organizam-se em função da frontalidade da cena, com uma perspectiva oblíqua. Os pontos de fuga são vários e contraditórios, pelo que a construção parece atribiliária e, em certo sentido, resulta de uma convenção mal assimilada traduzida por um artista menos dotado. Mas as linhas convergentes dos parapeitos da janela definem um ponto de fuga dominante, sendo que as outras linhas convergem para a mão levantada da Virgem, e uma outra linha na mão do Deus Menino. Não parece tratar-se de fruto do acaso, mas de uma tentativa de interpretação e de organização racional de um sistema que o pintor começara a conhecer, sem o dominar.” 

## História
Com a extinção da Ordens Religiosas, e respectivos colégios, esta pintura transitou do Colégio de São Jerónimo, em Coimbra, para a posse do Estado português. Dado que este Colégio só foi fundado em meados do século XVI, a pintura é originariamente anterior tendo pertencido a outra instituição.
Há um registo que indica que pertencera ao antigo Hospital da Misericórdia de Coimbra, mas não há documentação conhecida sobre esta instituição.
Até 1960, esta pintura tal como agora se vê era desconhecida. O MNMC possuia uma pintura também uma Virgem no trono, sentada na mesma atitude, segurando o Menino e uma rosa, mas essencialmente distinta, com o mesmo número de inventário, feita igualmente sobre seis tábuas de castanho com iguais dimensões e recorte. Esta era uma pintura a óleo quinhentista (datável do séc. XVI), em que a Virgem era apresentada como fonte da Sabedoria - SEDES SAPIENTIÆ - coroada, sentada num verdadeiro trono arquitectonicamente elaborado, sobre o qual esvoaçam dois anjos segurando uma fita com inscrição.
Esta obra encontrava-se em mau estado de conservação, quer quanto à camada cromática quer na própria madeira, e por isso foi levada para o Instituto José de Figueiredo, em Lisboa, para ser restaurada. O exame radiológico revelou a existência de outra obra subjacente com características mais antigas. Este facto, associado ao mau estado de conservação da repintura, conduziram à decisão de eliminar a pintura mais recente, ainda que antiga (quinhentista), dada a importância da pintura mais antiga que agora se pode apreciar para o estudo da escassa pintura portuguesa do século XV.

## Exposições
- Estudos e Tratamento de Obras de Arte, 1972, em Lisboa, no Museu Nacional de Arte Antiga;
- XVII Exposição de Arte Ciência e Cultura do Conselho da Europa, 1983, em Lisboa;
- Aux Confins du Moyen-Âge, 1991, na Europália;
- Nos Confins da Idade Média, 1992, no Porto, no Museu Nacional Soares dos Reis.